# Sodankylä
Sodankylä (Noord-Samisch: Soađegilli)  is een gemeente in het Finse landschap Lapland.
De gemeente heeft een totale oppervlakte van 11.692,96 km² en telt 8.134 inwoners (2022). Lapland wordt gekenmerkt door zijn strenge winters. De maximale sneeuw die er valt is vaak meer dan een meter hoog. In de laatste 10 jaar was de laagst gemeten temperatuur −50°C. (1999). De zomers zijn eerder aan de koele kant. Zelden komen de temperaturen boven 20°C. Uitschieters tot 30°C komen haast nooit voor. Land- en tuinbouw is door deze strenge weersomstandigheden niet mogelijk. Daarom doen ze vooral aan veeteelt en zijn zuivelproducten erg belangrijk.